# Ziyun
Ziyun (紫云苗族布依族自治县,  Zǐyún Miáozú Bùyīzú Zìzhìxiàn) ist ein chinesischer autonomer Kreis der Miao und Bouyei in der Provinz Guizhou. Er gehört zum Verwaltungsgebiet der bezirksfreien Stadt Anshun. Der Kreis hat eine Fläche von 2.270 Quadratkilometern und zählt 273.600 Einwohner (Stand: Ende 2018). Hauptort ist die Großgemeinde Songshan (松山镇).

## Administrative Gliederung
Auf Gemeindeebene setzt sich der autonome Kreis aus fünf Großgemeinden und sieben Gemeinden zusammen. 

## Sehenswürdigkeiten
Die Miao Dong in Ziyun ist die größte bekannte Höhle der Erde.